# 周縉
周縉，字伯紳，湖廣行省武昌府武昌縣（今湖北省鄂城区）人，明朝政治人物。
周縉早年為太學貢生，后授任永清典史。燕王朱棣起兵時，周縉進行堅守。后知其不可，懷官印南去。途中聽聞母喪后奔喪。之後聽聞朱棣攻佔京師后，逃走后被捕。后子替代而還鄉。